# 紀尾井坂之變
紀尾井坂之變，即紀尾井町事件，是明治維新元勳大久保利通遭到暗殺的事件，發生於1878年（日本明治11年）5月14日，發生地點在東京的紀尾井町清水谷（紀尾井坂）。

## 背景
參加暗殺的六人以島田一郎為中心，包括石川縣士族島田一郎、長連豪、杉本乙菊、脇田巧一、杉村文一及島根縣士族淺井壽篤。島田對征韓論的思想共鳴，對西鄉隆盛下野及切腹之事不滿，神風連之亂、秋月之亂、萩之亂等士族反亂和西南戰爭相繼發生之時，在金澤計畫舉兵皆不成，遂改而暗殺高官大久保。

## 暗殺
5月14日午前8時，大久保為覲見天皇從霞關自宅乘馬車出發，午前8時30分左右在紀尾井町清水谷（紀尾井坂付近）遭到島田等人襲擊。在砍斷馬腳殺死御者後，欲將大久保由馬車拖出。大久保對著島田等人大喝「無礼者！」，然後被斬殺。

## 事件後
當天事件後，島田等人帶著列舉大久保和其他政府要人罪狀的斬奸狀自首。5月15日，日本政府追贈大久保為右大臣正二位，並為其舉行日本近代史上第一場國葬級的葬禮，墓所位於東京青山墓園。島田等人被視為「國事犯」，7月處以斬首。